# Uniomerus carolinianus
Uniomerus carolinianus är en musselart som först beskrevs av Bosc 1801.  Uniomerus carolinianus ingår i släktet Uniomerus och familjen målarmusslor. Inga underarter finns listade i Catalogue of Life.